# Casa de Blázquez-Mayoralgo
La casa de Blázquez-Mayoralgo es una casa nobiliaria española originaria de la ciudad de Cáceres.
El ejemplar de escudo arquitectónico más antiguo de cuantos conserva Cáceres se debe a Blasco Muñoz, el fundador del mayorazgo, quien reformó el solar primitivo de su asentamiento en Cáceres y en dicha reforma abrió la fachada principal a la calle que une Santa María con la Puerta de la Villa (actual Arco de la Estrella) y sobre ella colocó el escudo de su linaje.

## Historia
El fundador del mayorazgo es Blanco Muñoz. Cuando Diego García Blázquez entra en posesión del mayorazgo, hecho que tuvo gran resonancia social por aquellos tiempos en Cáceres, empezó a ser conocido por Diego García el del Mayorazgo, palabra que acabaría por corromperse, convirtiéndose en Mayoralgo, y además se transformaría en apellido para Diego y para toda la descendencia poseedora del vínculo. Las demás ramas conservaron el Blázquez y lo unieron al apellido de otros linajes como los de Figueroa, Ovando, Paredes, y especial y más persistentemente a Mogollón.
En el primer cuarto del siglo XVI, la rama de los Blázquez de Cáceres se separó del tronco común de los Mayoralgo al fundar los hermanos Luis de Cáceres, arcediano de Trujillo, y Juan de Cáceres, racionero, mayorazgo propio en favor de su hermano menor Sancho Blázquez y sus descendientes.